# Броди (Конотопський район)
Бро́ди — село в Україні, у Попівській сільській громаді Конотопського району Сумської області. Населення становить 19 осіб. Орган місцевого самоврядування — Великосамбірська сільська рада.

## Географія
Село Броди знаходиться на правому березі річки Малий Ромен, вище за течією (1 км) — село Малий Самбір, нижче — Великий Самбір, навпроти — село Кут (ліквідовано 1988 р.).

## Історія
- Село постраждало внаслідок геноциду українського народу, проведеного окупаційним урядом СССР 1923–1933 та 1946–1947 роках.